# Letterkenny
Letterkenny (in irlandese: Leitir Ceanainn, traducibile in "pendio degli O'Cannon" o alternativamente "pendio bianco") è la città più grande e popolata della contea di Donegal, nella Repubblica d'Irlanda, con circa 20.000 abitanti nel solo centro e nella zona rurale, e tra i 25 e i 30.000 nell'hinterland. Tuttavia non è il centro amministrativo, dato che tale onore spetta a Lifford. È situata all'inizio del pittoresco Lough Swilly a circa 60 km da Donegal Town e circa 35 da Derry.

## Storia
Durante la colonizzazione dell'Ulster del XVII secolo furono dati al capitano scozzese Patrick Crawford 1000 acri di terra nella zona. Dopo la sua morte in Scozia sua moglie sposò Sir George Maybury, che costruì il primo edificio nell'area vicino a Lough Swilly. Successivamente costruì anche altre case, fondando così la città di Letterkenny.
Letterkenny ottenne il titolo di città di mercato nel XVII secolo. Fu uno dei centri che più soffrì la Grande carestia irlandese (1845-1849), prima di divenire nei primi anni venti del XX secolo una Town con proprio Consiglio cittadino nel momento in cui la Repubblica d'Irlanda abbandonò la sterlina inglese per adottare il punt, costringendo molte banche ad aprire varie filiali ad ovest di Derry.
Alle banche si affiancarono varie industrie e servizi pubblici che consentirono alla città un forte sviluppo: addirittura in certi periodi per molto tempo Letterkenny è stata la città dell'Unione europea con più veloce tasso di crescita.

## Economia e cultura
Edifici di interesse a Letterkenny sono la Cattedrale di St. Eunan, l'omonimo collegio, la Workhouse (oggi adibita a museo cittadino) e l'ospedale Saint Conal. Il Letterkenny Institute of Technology (LYIT) è un istituto di grado superiore nella città.
Accanto al settore bancario, il terziario è l'aspetto più rilevante dell'economia di Letterkenny: ciò che dà più posti di lavoro è il General Hospital, sviluppatosi dall'ospedale psichiatrico di St. Colnan, la compagnia di assicurazioni Prudential Financial e il Dipartimento degli Affari Sociali e Familiari. Il settore manifatturiero ha segnalato negli ultimi anni un forte calo, sebbene la qualità del lavoro sia sempre elevata grazie alla crescita del settore dei servizi e del commercio.
Accanto alla crescita economica, considerevole è lo sviluppo culturale della città, con l'apertura del teatro An Grianan e la costruzione di un nuovo centro delle arti. Negli ultimi anni è andato ad affermarsi un certo turismo, grazie al forte interesse storico e culturale che la contea suscita, così come la vita notturna che richiama numeri discreti di persone nei pub, ristoranti e nightclub.
Da sottolineare il fatto che la vicinanza con l'Irlanda del Nord ha portato un certo adattamento agli stili di vita di oltre confine piuttosto che simili al resto della Repubblica d'Irlanda: l'economia cittadina, del resto, è fortemente dipendente dai commerci nordirlandesi e dai cambi della lira sterlina con l'euro.